# Stanisław Jędrzejewski (rotmistrz)
Stanisław Jędrzejewski (zm. 2 września 1621), wojskowy polski, rotmistrz lisowczyków.
Prawdopodobnie brał udział w kampaniach lisowczyków do Rosji. W 1619 znalazł się w służbie cesarskiej. W styczniu 1620 został jednym z czterech dowódców lisowczyków. Latem 1621 powrócił do służby polskiej i dowodził 100-konną chorągwią lisowczyków w kampanii chocimskiej. Zmarł wskutek ran odniesionych w bitwie pod Chocimiem. 